# Chloroclystis semochlora
Chloroclystis semochlora là một loài bướm đêm trong họ Geometridae.